# 聖米吉

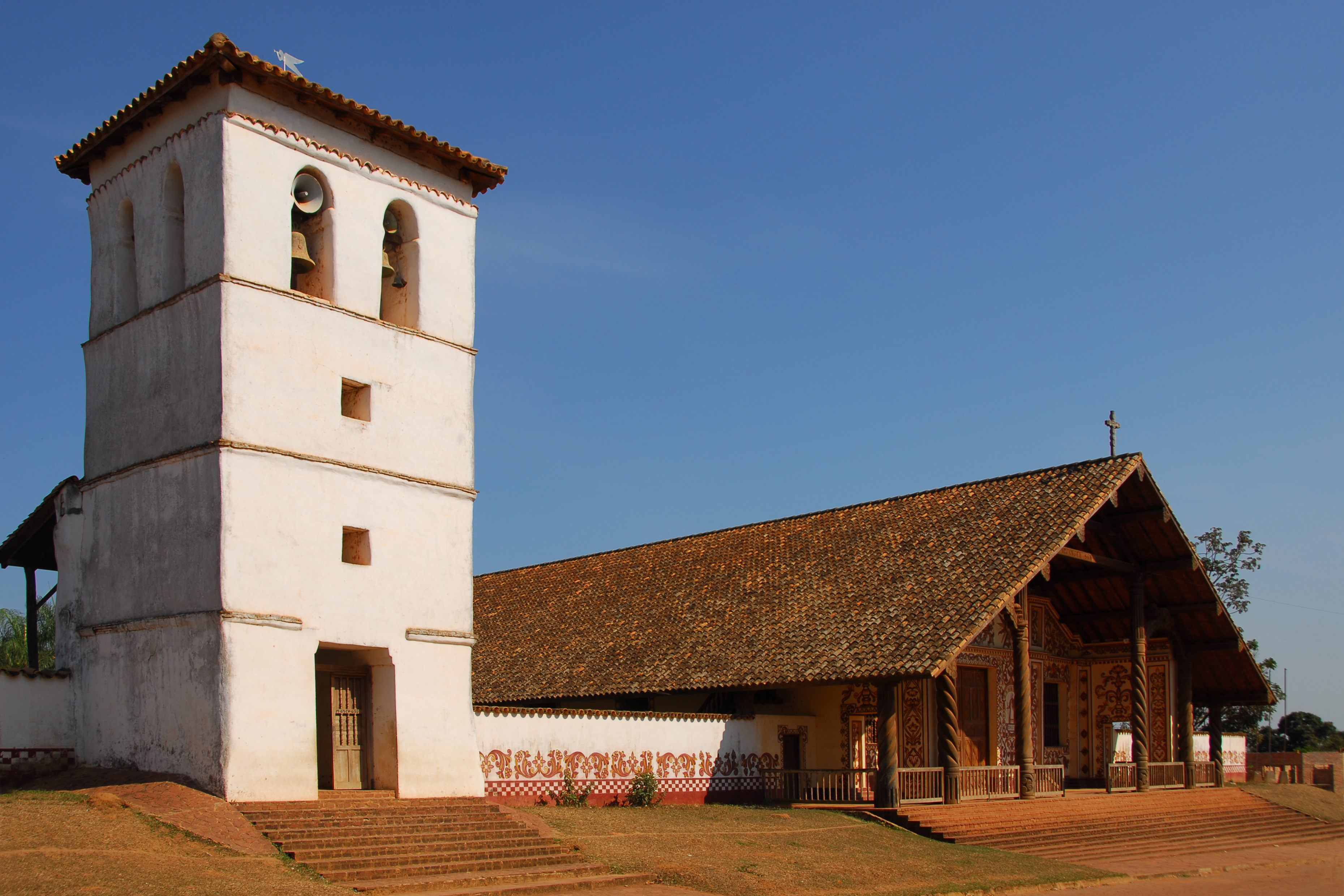

聖米吉是玻利維亞的城鎮，位於該國中部，由聖克魯斯省負責管轄，距離首府聖克魯斯435公里，海拔高度485米，每年平均降雨量約1,257毫米，2010年人口5,644。

## 外部連結
- www.chiquitania.com / San Miguel de Velasco: Description of Jesuit mission with pictures and information
- Map of José Miguel de Velasco Province （页面存档备份，存于）